# Sons of Kyuss
Sons of Kyuss es el único trabajo discográfico de la banda homónima, editado en 1990, la cual pasaría a llamarse Kyuss al año siguiente. 
Originalmente fue publicado en una edición limitada en vinilo, lo que lo ha convertido en un disco difícil de conseguir, no obstante, fue reeditado en el año 2000 en formato CD, aunque en otra tirada limitada. 
El álbum siguiente, Wretch, ya como Kyuss, contiene algunas versiones modificadas de las canciones de este EP, así como dos sacadas directamente del mismo ("Deadly Kiss" y "Black Widow"). 

## Lista de canciones
- Autor de todos los temas Sons of Kyuss

Lado A
1. "Deadly Kiss" – 5:05
2. "Window of Souls" – 4:23
3. "King" – 3:07
4. "Isolation Desolation" – 3:33

Lado B
1. "Love Has Passed Me By" – 3:14
2. "Black Widow" – 2:42
3. "Happy Birthday" – 3:50
4. "Katzenjammer" – 3:00

## Personal
- John Garcia - Voz
- Josh Homme - Guitarra
- Brant Bjork - Batería
- Chris Cockrell - Bajo
- Catherine Enny & Ron Krown - Producción